# ياسر السيروان
ياسر السيروان (24 مارس 1960) هو أستاذ دولي كبير في الشطرنج أمريكي الجنسية من أصول سورية هاشمية قرشية حائز على بطولة الولايات المتحدة في الشطرنج أربع مرات. كان الفائز في بطولة العالم للشباب للشطرنج في عام 1979. وهو أيضا مؤلف ومعلق في مواضيع الشطرنج مشهود له.

## حياته
ولد في دمشق عاصمة سوريا، والده سوري ووالدته ممرضة إنجليزية من نوتنغهام، حيث عاش طفولته المبكرة. هاجرت أسرته إلى سياتل (الولايات المتحدة الأمريكية) عندما كان في السابعة سنة 1967. درس المرحلة الابتدائية في مدرسة الملكة آن الابتدائية، والمتوسطة في مدرسة مينى والثانوية في مدرسة غارفيلد.
شحذ مهاراته في لعبة الشطرنج في مقهى "Last Exit on Brooklyn"، حيث لعب ضد لاعبي شطرنج مشهورين من أمثال فيكتورز بوبولس اللاتفي المولد، وجيمس هارلي ماكورميك بطل ولاية واشنطن لست مرات.
وهو متزوج من إيفيت ناجل الأستاذة في الشطرنج وهي ابنة يان ناجل السياسي والرئيس السابق لحزب ليفبار الهولندي.

## احترافه
بدأ السيروان لعب الشطرنج في سن الثانية عشرة، وبعد سنة حصل على بطولة واشنطن للناشئين. في سن التاسعة عشر، فاز في بطولة العالم للناشئين بتاريخ 18 أيلول 1979. وفاز على فيكتور كورشنوي الذي دعاه إلى سويسرا حيث كان يتدرب لمواجهة أناتولي كاربوف حامل اللقب العالمي.
رأس تحرير مجلة «إنسايد تشيس» (داخل الشطرنج) لمدة اثني عشر عاما لحين بيعها لموقع مجلة (ChessCafe.com) التي أرشفت ونشرت المقالات والمواد القديمة، وفي عام 1999، لعب عشر مبارات ضد مايكل ادامز في برمودا حيث تعادلا 2-2 = 6.
في عام 2001، أطلق خطة «بداية جديدة» لإعادة توحيد الشطرنج في العالم، في زمن كان فيه بطولتين عالميتين للشطرنج الأولى هي بطولة العالم للشطرنج برعاية الاتحاد الدولي للشطرنج وحازها رسلان بونوماريوف والثانية بطولة «لقب أينشتاين» والتي فاز بها فلاديمير كرامنيك ضد غاري كاسباروف. دعت الخطة إلى قيام مباراة واحدة بين كاسباروف وبونوماريوف (بطل العالم)، وأخر بين كرامنيك والفائز في بطولة آينشتاين المقامة عام 2002 في دورتموند (الذي تبين أنه بيتر ليكو). وبالتالي يكون الفائزين في هذه المباريات باللعب ضد بعضها لتحديد بطل العالم بلا منازع. تم توقيع على هذه الخطة من قبل جميع الأطراف في 6 مايو، 2002 خلال ما سمي بـ«اتفاق براغ». أقيمت المباراة بين كرامنيك وليكو والتي انتهت بالتعادل مما أدى إلى احتفاظ كرامنيك بلقبه. إلا أنه تم إلغاء مباراة كاسباروف وبونوماريوف عام 2003. وأصبحت هذه الخطة موضع خلاف خاصة عندما تقاعد كاسباروف في عام 2005. وأعيد توحيد البطولتين في عام 2006 من خلال بطولة العالم للشطرنج عام 2006 والتي جرت بين بين كرامنيك وتوبالوف فيسيلين.

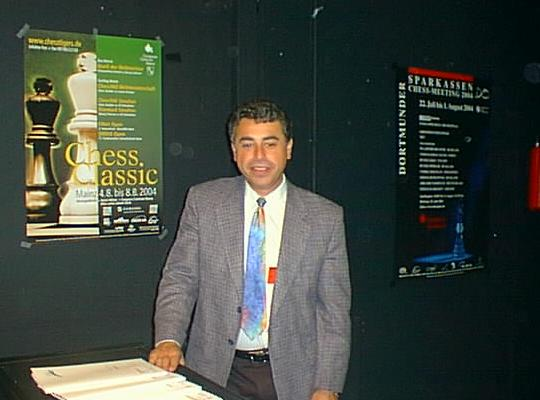
ياسر السيروان، في المركز الصحفي لأيام الشطرنج في دورتموند سنة 2004.

بعد سلسلة من الأحداث، وخلال مشاركاته في الصين خلال شهر سبتمبر 2003، أشارت بعض التقارير إلى نية السيروان في التقاعد عن العمل الاحترافي باللعبة. وفي يوليو 2007 أعطته قائمة إيلو التي يصدرها الاتحاد تصنيف 2634 مما جعله ضمن المئة لاعب كبار في الشطرنج في العالم، والرابع على مستوى الولايات المتحدة الأميركية وراء هيكارو ناكامورا، جاطا كامسكي، والكسندر أونيشوك. في يوليو 2007 لعب ست مباريات في نشاطات التحديث التي قام بها اتحاد اللعبة.
في عام 2007، كشف السيروان عن لعبته شطرنج السيروان المعززة والتي يروج لها حاليا في جميع أنحاء العالم. كان عرضها الأول في معرض الاتحاد في 31 مارس 2007 المقام في فانكوفر في كندا حيث عرض 12 لوحة متزامنة.
في مايو 2011، عاد السيروان من غيبته ولعب في بطولة العالم للفرق التي جرت في الصين، وذلك كجزء من فريق الولايات المتحدة الأمريكية. حيث فاز على اساتذة شطرنج كبار مثل جوديت بولغار وشهرايار وماميدياروف.

## مؤلفاته
السيروان ألف 13 كتابا عن الشطرنج بالإنجليزية، وأصدر العشرات من شرائط الفيديو للراغبين في تعلمها والتعرف على أسرارها. كما يصدر مجلة شطرنجية شهيرة في الولايات المتحدة، عبر شركة أسسها في 1987 باسم «انترناشنال انتربرايز» المعروف عنها بأنها الشركة الشطرنجية الوحيدة المندرجة أسهمها في البورصات العالمية.
ومن أهم كتبه التي أصدرها، كتاب «العروش الخمسة» التي يحلل فيه 5 مباريات خاضها الروسيان كاسباروف وكاربوف. وكتاب ضخم بعنوان «بلا أسف» أصدره في 1992، متضمنا تحليلات تفصيلية عن مباراة انتقامية بين بطل العالم الأسبق الأميركي بوبي فيشر، ومنافسه الروسي بطل العالم الأسبق بوريس سباسكي. كما ألف سلسلة «العب واربح بالشطرنج» التي يصدرها في شرائط فيديو عبر برنامج خاص تنتجه شركة مايكروسوفت.
ولسيروان محاضرة شهيرة أعدها وقدمها عبر الشاشات التلفزيونية الأميركية بتكليف من شركة «آي.بي.ام» تضمنت تحليلاته الخاصة عن مباراة ربحها البطل العالمي يوري كاسباروف في 1996 مع الكومبيوتر الفائق «ديب بلو» الذي أنتجته الشركة.

## وصلات خارجية
- ياسر السيروان على موقع الاتحاد الدولي للشطرنج (الإنجليزية)
- ياسر السيروان على موقع مباريات الشطرنج (الإنجليزية)
- ياسر السيروان على موقع 365Chess.com (الإنجليزية)
- ياسر السيروان على موقع Chesstempo.com (الإنجليزية)
- ياسر السيروان على موقع الاتحاد الأمريكي للشطرنج (الإنجليزية)
- ياسر السيروان سجل أولمبياد الشطرنج على موقع OlimpBase.org (الإنجليزية)